# 神奈川県道703号二宮停車場線

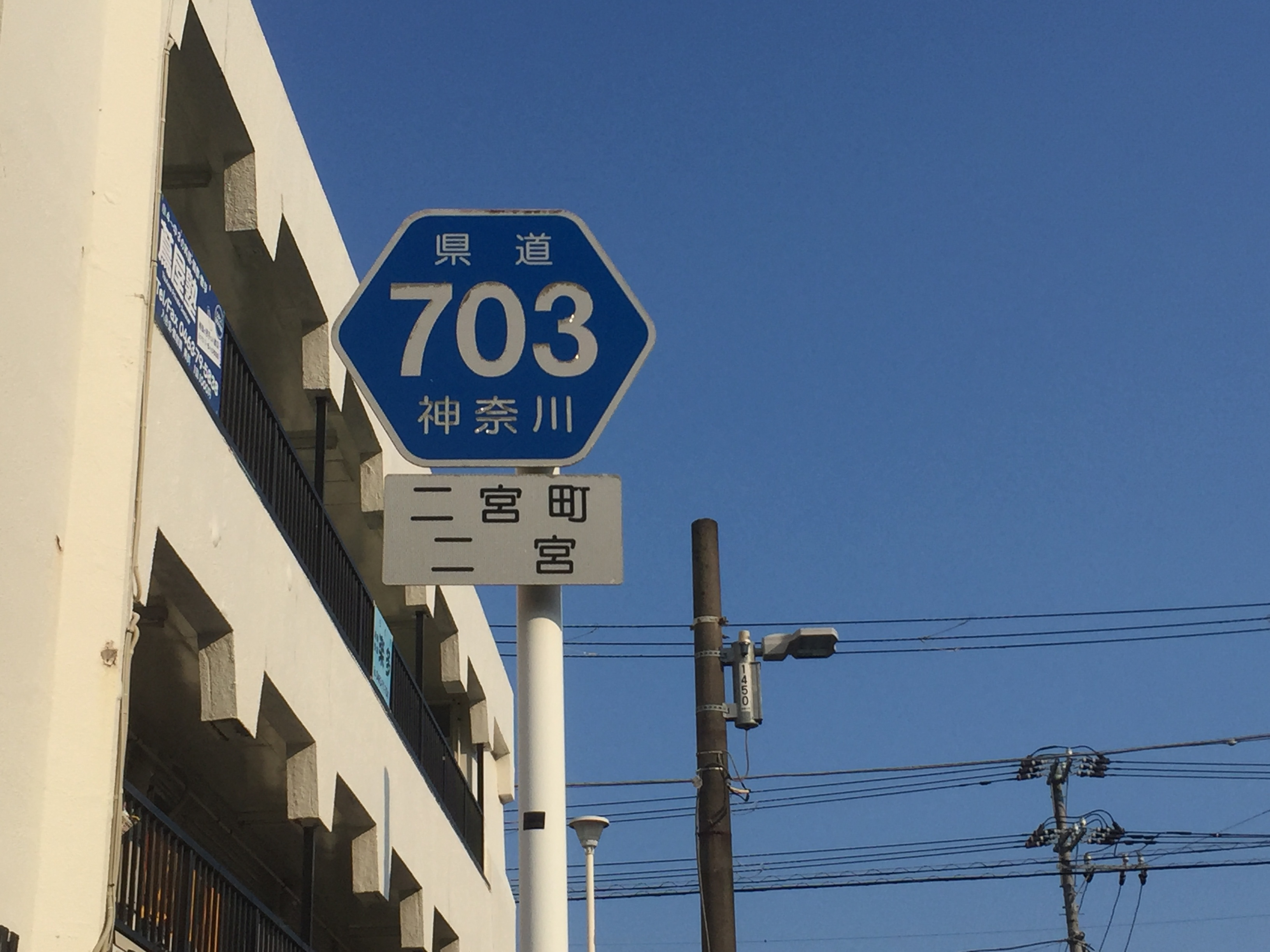
県道番号標示（二宮町二宮）

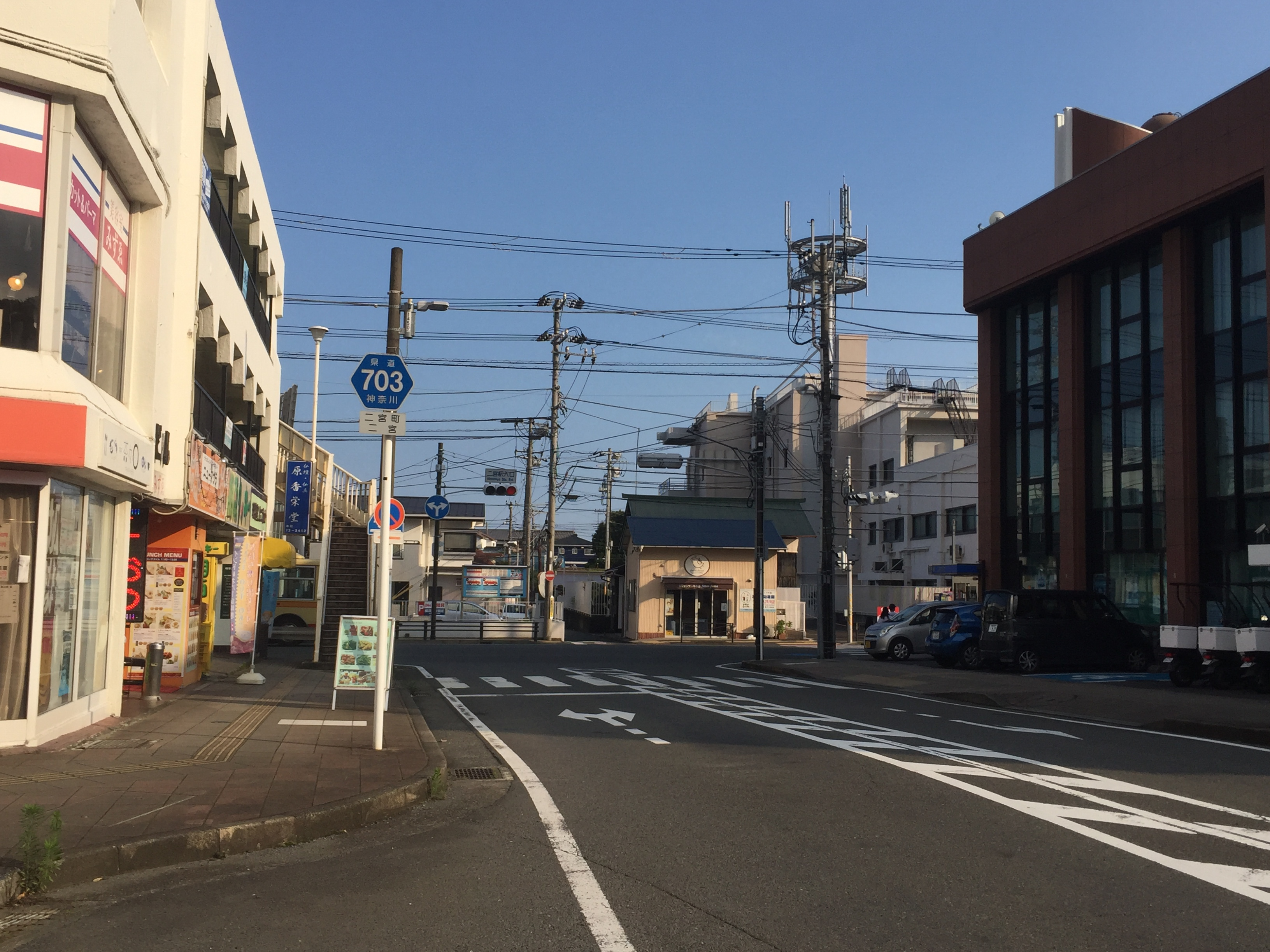
起点（JR二宮駅）から終点（国道1号交点）を望む

神奈川県道703号二宮停車場線（かながわけんどう703ごう にのみやていしゃじょうせん）は、神奈川県中郡二宮町二宮を起点・終点とする一般県道。
東海道本線二宮駅と国道1号を結ぶ。総延長30m弱の短い県道で、そのほとんどを二宮駅前のロータリーが占めている。

## 概要
- 総延長：0.027km
- 起点：中郡二宮町二宮（東海道本線二宮駅前）
- 終点：中郡二宮町二宮（二宮駅入口交差点、国道1号接続）
- Google マップ

## 地理

### 通過する自治体
- 神奈川県
  - 中郡二宮町

### 交差する道路
- 国道1号（二宮駅入口交差点）